# Доротеенштадт
Доротеенштадт (нем. Dorotheenstadt) — исторический квартал в центре Берлина, относится к административному району Митте. Известен расположенными в нём Бранденбургскими воротами, Парижской площадью и бульваром Унтер-ден-Линден.
Границы Доротеенштадт образуют Большой Тиргартен на западе, река Шпрее — на севере, канал Купферграбен — на северо-востоке, улицы Хинтер-дем-Гисхаус (нем. Hinter dem Gießhaus) и Обервальштрассе (нем. Oberwallstraße) на востоке и Беренштрассе (нем. Behrenstraße) — на юге.
В 1670 году Великий курфюрст Фридрих Вильгельм I подарил своей второй супруге Доротее Софии Шлезвиг-Гольштейн-Зондербург-Глюксбургской усадьбу Тиргартен в Кёльне, расположенное между берлинской крепостной стеной и Большим Тиргартеном. В соответствии с планом застройки квартала улицы в новом городе прокладывались строго перпендикулярно друг другу. В 1674 году новое поселение получило городские привилегии и в 1681 году в честь курфюрстины Доротеи получило название Доротеенштадт. В 1710 году Доротеенштадт вместе с другими самостоятельными городами Берлин, Кёльн, Фридрихсвердер и Фридрихштадт был объединён в «главную королевскую резиденцию» Берлин. Со строительством в Берлине городской железной дороги наряду с аристократическим Унтер-ден-Линден к 1880 году другим оживлённым местом в Доротеенштадт становится вокзал Фридрихштрассе. Численность населения Доротеенштадт составляла на 1867 год 20 144 человека, а в 1910 году — 11 558. В 1920 году в ходе формирования Большого Берлина Доротеенштадт вошёл в состав нового городского округа Митте. Во времена ГДР в Доротеенштадт были восстановлены многие исторические здания, разрушенные во время Второй мировой войны, в частности: здание Берлинского университета имени Гумбольдта, Государственной оперы и Старой библиотеки. После объединения Германии началась застройка территории вокруг Парижской площади.

## Достопримечательности Доротеенштадта
- Парижская площадь:
  - Бранденбургские ворота;
  - Посольство США;
  - Берлинская академия искусств;
  - Посольство Франции.
- Улица Вильгельмштрассе:
  - Маршальский мост (нем. Marschallbrücke);
  - Дом Якоба Кайзера;
  - Посольство Великобритании.
- Унтер-ден-Линден:
  - Посольство РФ;
  - Музыкальный театр «Комише опер»;
  - Главное здание Берлинского университета имени Гумбольдта, бывший дворец принца Генриха;
  - Берлинская государственная библиотека;
  - Старая библиотека;
  - Бебельплац;
  - Берлинская государственная опера;
  - Конная статуя Фридриха Великого;
  - Нойе-Вахе;
  - Дворец Принцесс.
- Фридрихштрассе:
  - Мост Вайдендаммер-брюкке;
  - Адмиральский дворец;
  - вокзал Фридрихштрассе.
  - Доротеенштадтское кладбище